# Bobby Capó
Bobby Capó (Félix Manuel Rodríguez Capó; * 1. Januar 1922 in Coamo; † 18. Dezember 1989) war ein puerto-ricanischer Sänger und Komponist.
Capó ging nach dem Abitur nach San Juan, wo er im Programm von Rafael Quiñones Vidal auftrat und dem Quartett von Davilita angehörte. Nach der Auflösung des Quartetts wurde New York sein Wohnsitz. In den 1940er Jahren wurde er in Kuba, aber bald auch in der gesamten hispanischen Welt bekannt.
Er gehörte dem Orchester von Xavier Cougat an, aber den internationalen Erfolg hatte er mit Soloaufnahmen wie Piel canela, El negro bembón, El bardo, Luna de miel en Puerto Rico, Sin fe, Triángulo, María Luisa, Soñando con Puerto Rico und Despierta borincano. Llorando me dormi gilt als die erste von einem Puerto-Ricaner komponierte Ballade. In den 1960er Jahren entstand seine Jackie Kennedy gewidmete Komposition Jacqueline. In den 1970er Jahren gab Capó seine musikalische Laufbahn auf und arbeitete zunächst im Department Puerto Rico der Labor’s Division of Migration in New York, später bei der Junta de Libertad Bajo Palabra (JLBP), einer Bewährungshilfe-Behörde der puerto-ricanischen Regierung. Auch sein Sohn Bobby Capó Jr. und sein Enkel Pedro Capó wurden als Musiker bekannt.